# Wacholderheide Dissenhorn
Die Wacholderheide Dissenhorn ist ein vom Landratsamt Rottweil am 1. Februar 1953 durch Verordnung ausgewiesenes Landschaftsschutzgebiet auf dem Gebiet der Stadt Rottweil.

## Lage
Das Landschaftsschutzgebiet Wacholderheide Dissenhorn liegt am nordöstlichen Ortsrand des Stadtteils Göllsdorf. Es gehört zum Naturraum Südwestliches Albvorland.
Das Landschaftsschutzgebiet liegt in den geologischen Schichten der des Mittleren Keupers und reicht von der Löwenstein-Formation am Oberhang bis zur Grabfeld-Formation am Unterhang.

## Landschaftscharakter
Das Dissenhorn ist ein vorspringender Berghang, der teilweise von einer Wacholderheide bedeckt ist. Die Heide ist von Nadelmischwald umgeben. Der südliche Teil der Heide ist durch die Nutzungsaufgabe verbracht und wurde erst vor kurzer Zeit wieder geöffnet.

## Zusammenhängende Schutzgebiete
Das Dissenhorn ist auch als Flächenhaftes Naturdenkmal ausgewiesen und liegt im FFH-Gebiet Prim-Albvorland.